# Henry Bergman

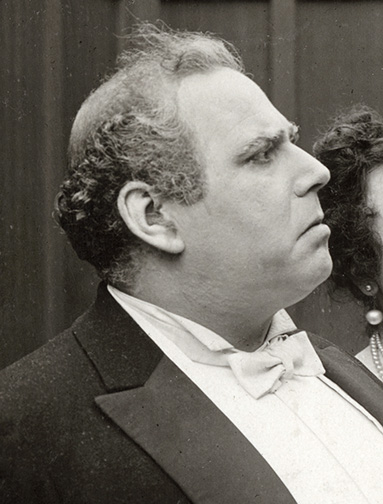
Henry Bergman (1917)

Henry Bergman (* 23. Februar 1868 in San Francisco, Kalifornien oder Schweden; † 22. Oktober 1946 in Hollywood, Kalifornien) war ein US-amerikanischer Schauspieler und Regieassistent, der vor allem durch seine langjährige Zusammenarbeit mit Charlie Chaplin bekannt wurde.

## Leben
Henry Bergman war schwedischer Herkunft. Die meisten Quellen geben den Geburtsort San Francisco an, es gibt allerdings auch Berichte, dass er erst als Jugendlicher in die Vereinigten Staaten kam. Er begann seine Schauspielkarriere als Theaterschauspieler in den 1880er-Jahren und wirkte unter anderem an der Oper und im Zirkus. Bergman gab sein Debüt am Broadway im Jahre 1899. Insgesamt spielte er dort bis Dezember 1932 in rund zwei Dutzend Stücken, überwiegend Musicals und Komödien. Auch in seiner Filmlaufbahn sollte er fast ausschließlich in Komödien spielen. Insgesamt wirkte Bergman zwischen 1914 und 1936 an 59 Filmen als Schauspieler mit.
1914 drehte Bergman seinen ersten Film, als er bereits 46 Jahre alt war. In den ersten Jahren seiner Filmlaufbahn drehte er regelmäßig mit dem Komiker Billie Ritchie. 1916 spielte er erstmals mit Charlie Chaplin im Film Der Ladenaufseher, womit eine langjährige und fruchtbare Zusammenarbeit zwischen beiden begann. Bergman spielte den Rest seiner Karriere fast ausschließlich für Chaplin. Wegen seiner Wandlungsfähigkeit spielte er oftmals gleich mehrere Figuren in einem Chaplin-Film und wurde sogar mehrmals als Frau eingesetzt, unter anderem in Die Rollschuhbahn. Er verkörperte unter anderem den Wirt einer Armenunterkunft in Der Vagabund und das Kind, der Chaplin das Kind wegnimmt, um eine Belohnung bei der Polizei zu kassieren. Eine seiner bekanntesten Rollen war die des Bürgermeisters in der Anfangssequenz von Lichter der Großstadt (1931).
Bei Lichter der Großstadt und Moderne Zeiten fungierte Bergman neben seiner Tätigkeit als Schauspieler als Regieassistent von Chaplin. Bei Der große Diktator aus dem Jahre 1940 war er Produktionsassistent. Seine letzte Rolle als Schauspieler hatte Bergman als Restaurantbesitzer in Moderne Zeiten, der dem Tramp und seiner Freundin (Paulette Goddard) Arbeit in seinem Restaurant gibt. Zu dieser Zeit war Bergman selbst Besitzer des Restaurants Henry's in Hollywood, das in den 1920er- und 1930er-Jahren ein Anlaufpunkt der Hollywoodprominenz war. Das Restaurant wurde von Charlie Chaplin mitfinanziert, mit dem er auch im Privatleben befreundet war.
Henry Bergman verstarb 1946 im Alter von 78 Jahren an einem Herzinfarkt. Er liegt auf dem jüdischen Friedhof Hillside Memorial Park  in Culver City begraben.

## Filmografie
- 1914: A Change of Complexion
- 1914: Partners in Crime
- 1914: The Fatal Marriage
- 1914: The Baron's Bear Escape
- 1915: Thou Shalt Not Flirt
- 1915: The Butcher's Bride
- 1915: Almost a Scandal
- 1915: The Avenging Dentist
- 1915: Kreutzer Sonata
- 1915: Bill's New Pal
- 1915: Hearts and Flames
- 1915: Poor Policy
- 1915: Father Was Neutral
- 1915: Love and Sour Notes
- 1915: The Melting Pot
- 1915: Bill's Blighted Career
- 1915: The Curse of Work
- 1915: A Doomed Hero
- 1915: The Right of Way
- 1915: The Curse of a Name
- 1915: Life and Moving Pictures
- 1915: Destiny: Or, The Soul of a Woman
- 1915: Vendetta in a Hospital
- 1915: Silk Hose and High Pressure
- 1915: An Enemy to Society
- 1915: Avenged by a Fish
- 1915: Married on Credit
- 1915: Room and Board: A Dollar and a Half
- 1915: One Million Dollars
- 1915: The Baron's Bear Trap
- 1916: Between Midnight
- 1916: Der Ladenaufseher (The Floor Walker)
- 1916: Der Vagabund (The Vegabond)
- 1916: Der Graf (The Count)
- 1916: Das Pfandhaus (The Pawnshop)
- 1916: Hinter der Leinwand (Behind the Screen)
- 1916: Die Rollschuhbahn (The Rink)
- 1917: Leichte Straße (Easy Street)
- 1917: The Black Stork
- 1917: Die Heilquelle (The Cure)
- 1917: Der Einwanderer (The Immigrant)
- 1917: Der Abenteurer (The Adventurer)
- 1918: Wie man Filme macht (How To Make Movies)
- 1918: Ein Hundeleben (A Dog's Life)
- 1918: Die Anleihe (The Bond)
- 1918: One Hundred Percent American
- 1918: Gewehr über (Shoulder Arms)
- 1919: Auf der Sonnenseite (Sunnyside)
- 1919: The Professor
- 1919: Vergnügte Stunden (A Day's Pleasure)
- 1921: Die feinen Leute (The Idle Class)
- 1921: Der Vagabund und das Kind (The Kid)
- 1922: Zahltag (Pay Day)
- 1923: Der Pilger (The Pilgrim)
- 1923: Die Nächte einer schönen Frau (A Woman of Paris)
- 1925: Goldrausch (The Gold Rush)
- 1928: Der Zirkus (The Circus)
- 1931: Lichter der Großstadt (City Lights) auch Assistenzregie
- 1936: Moderne Zeiten (Modern Times) auch Assistenzregie
- 1940: Der große Diktator (The Great Dictator) nur Produktionsassistent